# Adolf Decker
Adolf Decker (* 27. September 1866 in Neuwegersleben; † 29. September 1945 in Jasenitz) war ein deutscher Gewerkschafter und Politiker (SPD).

## Leben
Nach dem Besuch der Volksschule war Adolf Decker als Arbeiter in der Binnenschifffahrt tätig. Er engagierte sich ab 1887 gewerkschaftlich und war von 1902 bis 1908 hauptamtlicher Gauleiter der Sektion Binnenschiffer des Deutschen Transportarbeiterverbandes (DTV) in Magdeburg. Von 1908 bis 1919 war er Arbeitersekretär und Geschäftsführer des Gewerkschaftskartells in Stettin, von 1919 bis 1922 Gewerkschaftssekretär und von 1923 bis 1931 Bezirkssekretär des Allgemeinen Deutschen Gewerkschaftsbundes (ADGB) in Stettin. 1919 wurde er zunächst stellvertretender Vorsitzender und zwei Jahre später dann Vorsitzender der Stettiner Ortskrankenkasse.
Der Sozialdemokrat Decker war von 1919 bis 1921 Mitglied der Verfassunggebenden Preußischen Landesversammlung für Pommern und wurde im Anschluss als Abgeordneter in den Preußischen Landtag gewählt. Im Mai 1927 wurde er aus der SPD ausgeschlossen und in diesem Zusammenhang von der Partei zum Mandatsverzicht aufgefordert. Er verblieb jedoch noch bis zum Ende der Legislaturperiode 1928 als fraktionsloser Abgeordneter im Parlament. Im Landtag vertrat er den Wahlkreis 6 (Pommern).